# Krzyż świętego Andrzeja

Krzyż świętego Andrzeja

Krzyż świętego Andrzeja (także: saltire lub crux decussata) – forma krzyża (grecka litera Χ od Χριστος), której pochodzenie wiąże się z podaniem o ukrzyżowaniu w ten sposób Andrzeja Apostoła. Ma kształt dużej litery X.
Formę krzyża świętego Andrzeja mają znaki drogowe ustawiane przed przejazdami kolejowo-drogowymi.
Krzyż św. Andrzeja jest także często stosowany w heraldyce i weksylologii.
Umieszczany w herbach i na flagach rosyjskich często ma symbolizować wierność wobec państwa rosyjskiego.
Występuje na monetach chrześcijańskich cesarzy rzymskich (na przykład, zobacz Talar Marii Teresy).

## Przykłady flag z krzyżem świętego Andrzeja

Flaga Jersey
Flaga Szkocji
Flaga St Albans (Anglia), św. Albana oraz Królestwa Mercji
Flaga św. Patryka
Krzyż burgundzki – bandera wojenna Imperium Hiszpańskiego i symbol karlistów
Flaga miasta Amieva (Hiszpania)
Flaga Teneryfy (Hiszpania)
Flaga Katwijk (Holandia)
Flaga Nowej Szkocji (Kanada)
Flaga stanowa Alabamy
Flaga stanowa Florydy
Flaga miasta Rio de Janeiro (Brazylia)
Flaga Jamajki
Sztandar armii Skonfederowanych Stanów Ameryki
Bandera Marynarki Wojennej Federacji Rosyjskiej

## Krzyż świętego Andrzeja jako znak drogowy przed przejazdem kolejowo-drogowym

Polski znak G-3: krzyż św. Andrzeja przed przejazdem kolejowo-drogowym jednotorowym
Polski znak G-4: krzyż św. Andrzeja przed przejazdem kolejowo-drogowym wielotorowym
amerykański krzyż św. Andrzeja
Australijski krzyż św. Andrzeja z podaniem liczby torów (podobne są używane m.in. na Filipinach i w Nowej Zelandii)
Czeski krzyż św. Andrzeja (podobne są używane m.in. w Hiszpanii, Portugalii i Szwajcarii)
Pionowa wersja krzyża św. Andrzeja stosowana m.in. w Austrii i Włoszech
Chilijski krzyż św. Andrzeja
Duński krzyż św. Andrzeja
Fiński krzyż św. Andrzeja
Krzyż św. Andrzeja stosowany w Japonii i Tajwanie
Norweski krzyż św. Andrzeja
Południowokoreański krzyż św. Andrzeja
Krzyż św. Andrzeja stosowany w Zambii i Zimbabwe (podobny również w Botswanie)